# Autopsia
Autopsia ist ein Kunstprojekt aus Prag, das sich mit Musik, Malerei, Grafik und Medienkunst beschäftigt. Die Musik ist dem Post-Industrial zuzurechnen, vor allem dem Martial Industrial, dem Dark Ambient und der Ritual-Musik. Autopsia betrachtet sich dabei nicht als Multimedia-Gruppe, legt aber Augenmerk auf die gegenseitigen Einflüsse  von Text, Bild und Musik.

## Geschichte
Autopsia gibt nur wenige Informationen über sich der Öffentlichkeit preis. Der Kopf der Gruppe und das einzig offiziell bestätigte Mitglied ist Rudi Milinkovic, der gelegentlich Interviews gibt. Ansonsten gibt es keine Fotos, keine namentlichen Nennungen auf den Tonträgern und auch keine sonstigen Mitteilungen seitens der Gruppe.
Seit der Gründung um 1980 gab es nur drei Konzerte. Das Projekt versteht sich als depersonalisierte Künstlergruppe, für die verschiedenen audiovisuellen Projekte werden dann andere Künstler als Gäste hinzugezogen, darunter Jan Kruml, Dušan Đorđević-Mileusnić und Zlatko Sakulski. Im musikalischen Kontext heißen die Gastmusiker Dämmerung Orchestra.
Entstanden sein soll Autopsia Ende der 1970er Jahre in London.
Die Arbeit in Jugoslawien begann um 1980. Erstmals erwähnt wurde Autopsia in den jugoslawischen Fanzines Bank Rot und Prose Selavy.
In dieser Zeit wurden etwa ein dutzend Kassetten veröffentlicht, von denen nur noch wenige bekannt sind.
Seit 1990 ist der Sitz von Autopsia Prag. Die Gruppe betrachtet diese Stadt als spirituellen Mittelpunkt der Welt, als „Geistzentrale“.
Seither wurden etwa zwanzig Tonträger bei Staalplaat, Hypnobeat und Gymnastic Records veröffentlicht.
Gelegentlich tritt die Gruppe unter den Namen Hussite und Splendor Solis auf.

## Stil
Inhaltlich setzt sich Autopsia vor allem mit dem Thema „Tod“ in all seinen metaphorischen Bedeutungen auseinander.
Als Hauptstilmittel dient die Repetition. Dadurch entsteht ein minimalistischer, manchmal monotoner Sound, der überwiegend elektronisch erzeugt wird. Über diese Grundstruktur werden neoklassische orchestrale Arrangements und Chöre gelegt, die teilweise leicht bombastisch überhöht werden. Diese Wirkung wird unterstützt durch martialisch klingende Instrumente wie Posaunen, Fanfaren, Glockenspiel und Pauken. Die weniger martialischen Stücke werden mit Streichinstrumenten, Orgel oder schleppenden Klavierklängen unterlegt. Weiterhin besteht in verschiedenen Stücken ein charakteristischer metallischer Klang, der an das Wetzen eines Messers erinnert.
In Summe entstand eine unterkühlt wirkende Musik mit mystischem und rituellem Charakter. Gesungen wird fast nie, manchmal wird auf Englisch gesprochen, manchmal gibt es nur das Fauchen oder Grunzen einer menschlichen Stimme zu hören. Auch hier arbeitet Autopisa mit Zitaten, zum Beispiel aus Büchern oder Filmen. Die Stücke haben meist bedeutungsschwere Namen mit sakralem Anstrich wie Lebensherrgabe, Ich bin die Auferstehung, Selig sind die Toten auf Deutsch, Lateinisch, Französisch und Englisch. Oft ist die Abfolge der Stücke eines Tonträgers in sich noch gegliedert, ähnlich der sakralen Musik in der christlichen Liturgie.
Eine Besonderheit bei Autopsia sind die Weihnachts-CDs, die von der Gestaltung und teilweise auch vom musikalischen Inhalt her Weihnachtsgrüße übermitteln. Ein Beispiel hierfür ist White Christmas, auf dessen Cover ein verfremdeter Weihnachtsmann zu sehen ist und ein verfremdeter Knabenchor Stille Nacht singt. Weitere Weihnachts-CDs sind Secret Christmas History und die Wiederveröffentlichung von Requiem pour un empire, die jedoch keinen inhaltlichen Bezug zu Weihnachten haben.
Seit dem Jahr 2000 geht der Trend bei Autopsia hin zu Konzeptalben über die künstlerische Avantgarde in der Kunst des 20. Jahrhunderts, bei dem der Titel mit dem Inhalt korrespondiert. Dies ist zum Beispiel der Fall beim Berlin Requiem, bei dem sich Autopsia mit dem Berliner Requiem von Bertolt Brecht beschäftigt und sich dabei musikalisch von Karlheinz Stockhausen und Arnold Schönberg hat inspirieren lassen.
Auf der Veröffentlichung Karl Rossmann Fragments geht es um den gleichnamigen tschechischen Komponisten und Maler, der einige avantgardistische Musikstücke hinterlassen hat.

## Visuelles Werk
Autopsia gestaltet nicht nur die eigenen Tonträger und Booklets, sondern entwirft auch Flyer und Plakate. Hier finden sich sakrale und martialische Motive, die von ihrer Ästhetik her an die monumentale Ästhetik totalitärer Systeme erinnern.
Die Gruppe hatte 1985 und 1987 Einzelausstellungen im Studentenkulturzentrum SKC in Belgrad und beteiligte sich an Ausstellungen 1987 und 2006. 2010 fand eine Retrospektive im Belgrader Museum für zeitgenössische Kunst (Salon MSU) mit dem Titel Mirror Of Destruction statt. Daneben wurden bisher fünf DVDs veröffentlicht. Weiterhin unterhält Autopsia zwei gestaltete Webseiten.
Das Stück Abfall und Aufstieg von der CD Palladium wurde 1996 im Soundtrack zum Film Die Bettlektüre von Peter Greenaway verwendet.

## Diskografie
| Titel                                           | Tonträger | Label                        | Jahr       |
| ----------------------------------------------- | --------- | ---------------------------- | ---------- |
| Autopsia                                        | Kassette  | Ohne Label                   | 1985       |
| Oscularum Infame                                | Kassette  | Produkcija Slovenija         | 1987       |
| In Vivo                                         | Kassette  | Ohne Label                   | 1988       |
| In Vivo                                         | Kassette  | Sound Of Pig                 | 1988       |
| In Vivo                                         | Kassette  | Korm Plastics                | 1988       |
| In Vivo                                         | CDR       | Korm Plastics                | 1999       |
| International Aeterna                           | Kassette  | Produkcija Slovenija         | 1988       |
| Death Is The Mother Of Beauty                   | CD        | Staalplaat                   | 1989       |
| The Knife                                       | 12"       | Staalplaat                   | 1989       |
| The Knife                                       | CD        | Staalplaat                   | 1992       |
| Palladium                                       | CD        | Hyperion Records             | 1991       |
| Palladium                                       | CD        | Hypnobeat                    | 1995       |
| Requiem Pour Un Empire                          | CD        | Hypnobeat                    | 1991, 1995 |
| Wound                                           | CD        | Hypnobeat, Gymnastic Records | 1991       |
| Kristallmacht                                   | CD        | Hypnobeat                    | 1993       |
| The Silence Of The Lamb - Waldsinfonie          | CD        | Hypnobeat                    | 1993       |
| The Silence Of The Lamb - Waldsinfonie          | CD        | Hypnobeat                    | 1993       |
| White Christmas                                 | CD        | Hypnobeat                    | 1994       |
| Humanity Is The Devil 1604–1994                 | CD        | Hypnobeat                    | 1995       |
| The Silence Of The Lamb - Waldsinfonie          | CD        | Hypnobeat                    | 1995       |
| Mystery Science                                 | CD        | Hypnobeat                    | 1996       |
| Secret Christmas History                        | CD        | Hypnobeat                    | 1996       |
| The Secret Block For A Secret Person In Ireland | 12"       | Illuminating Technologies    | 1999       |
| Colonia                                         | CD        | Staalplaat                   | 2002       |
| Le Chant De La Nuit                             | CDR       | Illuminating Technologies    | 2005       |
| Radical Machine                                 | CDR       | Illuminating Technologies    | 2005       |
| The Berlin Requiem                              | CD        | Old Europa Café              | 2006       |
| Silently The Wolves Are Watching                | 7"        | Illuminating Technologies    | 2007       |
| Radical Machines Night Landscapes               | CD        | Illuminating Technologies    | 2008       |
| Karl Rossmann Fragments                         | CD        | Illuminating Technologies    | 2009       |

## Videos
| Titel                      | Label                     | Jahr |
| -------------------------- | ------------------------- | ---- |
| The Czech Book Of The Dead | Illuminating Technologies | 2006 |
| The Flame                  | Illuminating Technologies | 2006 |
| Factory Rituals            | Illuminating Technologies | 2009 |
| Karl Rossmann Fragments    | Illuminating Technologies | 2010 |
| Autopsia Short Films       | Illuminating Technologies | 2010 |